# قائمة حروب الاستقلال
هذه قائمة حروب الاستقلال. قد تكون هذه الحروب قد نجحت أو لم تنجح في تحقيق هدف الاستقلال:
| التاريخ      | الاسم | الدولة المستقلة                                                                            | الدولة المحتلة                                        | النتيجة |
| ------------ | --- | ------------------------------------------------------------------------------------------ | ----------------------------------------------------- | --- |
| 1830-1831    | انتفاضة نوفمبر | بولندا                                                                                     | روسيا                                                 | هزيمة المتمردين البولنديين. احتفاظ روسيا بالسيطرة على بولندا، وإدخال النظام الأساسي لمملكة بولندا، وتصفية الحكم الذاتي البولندي.                                                                                               |
| 1953-1956    | ثورة الملك والشعب | المغرب                                                                                     | فرنسا                                                 | إستقلال المغرب عن فرنسا |
| 1861–1865    | الحرب الأهلية الأمريكية | الولايات الكونفدرالية الأمريكية                                                            | الولايات المتحدة                                      | هزيمة الولايات الكونفدرالية المنفصلة ولم الشمل مع الولايات المتحدة |
| 2012         | ثورة الطوارق 2012 الصراع في شمال مالي | أزواد                                                                                      | مالي                                                  | لم يعترف باستقلال أزواد عن مالي. ادعت أزواد ملكيتها للأراضي التي تسيطر عليها حركة أنصار الدين. |
| 1983–2005    | الحرب الأهلية السودانية الثانية | جنوب السودان                                                                               | السودان                                               | استقلال جنوب السودان عن السودان |
| 1814         | الحرب السويدية النرويجية 1814 | النرويج                                                                                    | السويد                                                | استقلال جزئي للنرويج داخل المملكة المتحدة للسويد والنرويج |
| 1954–1962    | ثورة التحرير الجزائرية | الجزائر                                                                                    | فرنسا                                                 | استقلال الجزائر عن فرنسا |
| 1775–1783    | حرب الاستقلال الأمريكية | الولايات المتحدة                                                                           | بريطانيا العظمى                                       | استقلال الولايات المتحدة عن بريطانيا العظمى |
| 1961–1974    | حرب الاستقلال الأنغولية | أنغولا                                                                                     | البرتغال                                              | استقلال أنغولا عن البرتغال |
| 1876         | انتفاضة أبريل 1876 | بلغاريا                                                                                    | الدولة العثمانية                                      | هزيمة القوميين البلغاريين على يد الإمبراطورية العثمانية ؛ أدت الأعمال الانتقامية اللاحقة من قبل العثمانيين إلى الحرب الروسية التركية (1877-1878) واستقلال بلغاريا عن الإمبراطورية العثمانية عام 1878.                          |
| 1919–1921    | حرب الاستقلال الأيرلندية | أيرلندا                                                                                    | المملكة المتحدة                                       | المعاهدة الأنجلو أيرلندية ؛ تقسيم أيرلندا ؛ انفصال 26 مقاطعة إيرلندية من أصل 32 مقاطعة (دولة أيرلندا الحرة) عن المملكة المتحدة                                                                                                 |
| 1916–1918    | الثورة العربية الكبرى | مملكة الحجاز                                                                               | الدولة العثمانية                                      | ضياع التطلعات العربية في الاستقلال وتقسيم أراضي الإمبراطورية العثمانية بعد الحرب العالمية الأولى إلى محميات تسيطر عليها المملكة المتحدة وفرنسا                                                                                 |
| 1971         | حرب الاستقلال البنغلاديشية | بنغلادش                                                                                    | باكستان                                               | استقلال بنجلاديش عن باكستان |
| 1830–1839    | الثورة البلجيكية | بلجيكا                                                                                     | هولندا                                                | استقلال بلجيكا عن هولندا |
| 1822–1824    | حرب الاستقلال البرازيلية | البرازيل                                                                                   | المملكة المتحدة للبرتغال والبرازيل والغرب             | استقلال إمبراطورية البرازيل عن المملكة المتحدة للبرتغال والبرازيل والغرب |
| 1825–1828    | حرب السيزبلاتين | الأوروغواي                                                                                 | البرازيل اتحاد مقاطعات ريو دي لا بلاتا                | نزاع بين إمبراطورية البرازيل واتحاد مقاطعات ريو دي لا بلاتا. استقلال الأوروغواي عن البرازيل |
| 1991–1995    | حرب الاستقلال الكرواتية | كرواتيا                                                                                    | يوغوسلافيا                                            | استقلال كرواتيا عن يوغوسلافيا |
| 1843–1849    | حرب الاستقلال الدومينيكية | جمهورية الدومينيكان                                                                        | جمهورية هايتي (1820-1849)                             | استقلال جمهورية الدومينيكان عن هايتي |
| 1568–1648    | حرب الثمانين عاما | هولندا                                                                                     | إسبانيا                                               | استقلال هولندا عن اسبانيا |
| 1961–1991    | حرب الاستقلال الإريترية | إريتريا                                                                                    | إثيوبيا                                               | استقلال إريتريا عن إثيوبيا |
| 1918–1920    | الحرب الأهلية الفنلندية | فنلندا                                                                                     | روسيا                                                 | استقلال فنلندا عن الإمبراطورية الروسية / جمهورية روسيا الاتحادية الاشتراكية السوفيتية |
| 1918–1920    | حرب الاستقلال الإستونية | إستونيا                                                                                    | الاتحاد السوفيتي                                      | استقلال إستونيا عن الإمبراطورية الروسية / جمهورية روسيا الاتحادية الاشتراكية السوفيتية |
| 1946–1954    | الحرب الهندوصينية الأولى | فيتنام لاوس كمبوديا                                                                        | فرنسا                                                 | استقلال فيتنام ولاوس وكمبوديا عن فرنسا ؛ تقسيم فيتنام |
| 1857–1858    | ثورة الهند سنة 1857 | الهند                                                                                      | شركة الهند الشرقية                                    | هزيمة المتمردين الهنود ؛ احتفاظ بريطانيا العظمى بالسيطرة على الهند |
| 1848-1849    | حرب الاستقلال الإيطالية الأولى | سردينيا                                                                                    | الإمبراطورية النمساوية                                | هزيمة مملكة سردينيا من قبل الإمبراطورية النمساوية ؛ لم يتحقق التوحيد الإيطالي |
| 1859         | حرب الاستقلال الإيطالية الثانية | مملكة سردينيا مملكة لومبارديا فينيشيا دوقية بارما دوقية مودينا وريدجو دوقية توسكانا الكبرى | الإمبراطورية النمساوية                                | هزمت فرنسا ومملكة بيدمونت-سردينيا الإمبراطورية النمساوية. تم نقل معظم مملكة لومباردي-فينيتيا إلى فرنسا ثم إلى بيدمونت-سردينيا ؛ دوقية بارما، دوقية مودينا، دوقية توسكانا الكبرى والمفوضيات البابوية التي ضمتها بيدمونت-سردينيا |
| 1866         | حرب الاستقلال الإيطالية الثالثة | فينيتو                                                                                     | الإمبراطورية النمساوية                                | الإمبراطورية النمساوية تخسر فينيتو أمام مملكة إيطاليا |
| 1804–1813    | الثورة الصربية | صربيا                                                                                      | الدولة العثمانية                                      | هزيمة المتمردين. احتفاظ الإمبراطورية العثمانية بالسيطرة على صربيا |
| 1821–1829    | حرب الاستقلال اليونانية | اليونان                                                                                    | الدولة العثمانية                                      | استقلال اليونان عن الدولة العثمانية |
| 1963–1974    | حرب استقلال غينيا بيساو | غينيا بيساو                                                                                | البرتغال                                              | استقلال غينيا بيساو عن البرتغال |
| 1791–1804    | الثورة الهايتية | هايتي                                                                                      | فرنسا                                                 | استقلال هايتي عن فرنسا |
| 1703–1711    | حرب راكوتزي الاستقلالية | مملكة المجر (1538-1867)                                                                    | الإمبراطورية الرومانية المقدسة                        | استقلال محدود للمجر داخل مملكة هابسبورغ |
| 1944-1948    | التمرد اليهودي في فلسطين الانتدابية | فلسطين                                                                                     | المملكة المتحدة                                       | استقلال دولة فلسطين عن المملكة المتحدة |
| 1945–1949    | الثورة الوطنية الإندونيسية | إندونيسيا                                                                                  | هولندا                                                | استقلال اندونيسيا عن هولندا |
| 1947–1949    | حرب 1948 | فلسطين جامعة الدول العربية                                                                 | إسرائيل المملكة المتحدة                               | هزيمة العرب. احتفاظ إسرائيل بالأراضي التي احتلتها |
| 1996–1999    | حرب كوسوفو | جمهورية كوسوفا                                                                             | صربيا والجبل الأسود                                   | لا توجد تغييرات قانونية على الحدود اليوغوسلافية وفقًا للقرار 1244 ، ولكن الفصل السياسي والاقتصادي الفعال لكوسوفو عن باقي يوغوسلافيا تحت إدارة الأمم المتحدة المؤقتة.                                                            |
| 1810s-1820s  | حروب الاستقلال في أمريكا اللاتينية: حرب الاستقلال الأرجنتينية ، وحرب الاستقلال البوليفية، وحرب الاستقلال التشيلية ، والوطن الأحمق، وحرب الاستقلال الإكوادورية، وحرب الاستقلال المكسيكية ، وحرب استقلال بيرو، وحرب الاستقلال الفنزويلية | اتحاد مقاطعات ريو دي لا بلاتا بوليفيا تشيلي كولومبيا الإكوادور المكسيك بيرو فنزويلا        | إسبانيا                                               | استقلال العديد من المستعمرات الإسبانية الأمريكية عن إسبانيا |
| 1918–1920    | حرب الاستقلال اللاتفية | لاتفيا                                                                                     | الاتحاد السوفيتي                                      | استقلال لاتفيا عن الإمبراطورية الروسية / الاتحاد السوفيتي وبولندا |
| 1918–1920    | حروب الاستقلال الليتوانية | ليتوانيا                                                                                   | الاتحاد السوفيتي بولندا                               | استقلال ليتوانيا عن الإمبراطورية الروسية / الاتحاد السوفيتي وبولندا |
| 1952–1960    | انتفاضة ماو ماو | كينيا                                                                                      | المملكة المتحدة                                       | هزيمة المتمردين. احتفاظ المملكة المتحدة بالسيطرة على كينيا |
| 1964–1974    | حرب الاستقلال الموزمبيقية | موزمبيق                                                                                    | البرتغال                                              | استقلال موزمبيق عن البرتغال |
| 1966–1988    | حرب الحدود الجنوب أفريقية | ناميبيا                                                                                    | جنوب أفريقيا                                          | استقلال ناميبيا عن جنوب افريقيا |
| 1967–1970    | الحرب الأهلية النيجيرية | بيافرا                                                                                     | نيجيريا                                               | هزيمة وانحلال جمهورية بيافرا |
| 1896–1898    | الثورة الفلبينية | الفلبين                                                                                    | الولايات المتحدة                                      | غير حاسم ثم تحقق استقلال الفلبين عن إسبانيا من خلال الحرب الإسبانية الأمريكية |
| 1895–1898    | حرب استقلال كوبا | كوبا                                                                                       | الولايات المتحدة                                      | استقلال كوبا عن إسبانيا بعد أربع سنوات من الاحتلال الأمريكي |
| 1899–1913    | الحرب الفليبينية الأمريكية | الفلبين                                                                                    | الولايات المتحدة                                      | هزيمة المتمردين الفلبينيين ؛ احتفاظ الولايات المتحدة بالسيطرة على الفلبين |
| 1640–1668    | حرب الاستعادة البرتغالية | البرتغال                                                                                   | إسبانيا                                               | استعادة استقلال البرتغال عن إسبانيا |
| 1863–1865    | انتفاضة يناير | بولندا                                                                                     | روسيا                                                 | هزيمة المتمردين البولنديين ؛ احتفاظ روسيا بالسيطرة على بولندا |
| 1869         | ثورة النهر الأحمر | ميتي                                                                                       | كندا                                                  | إنشاء الحكومة المؤقتة لمستعمرة النهر الأحمر |
| 1920–1926    | حرب الريف (1920–1927) | جمهورية الريف                                                                              | إسبانيا                                               | هزيمة المتمردين وجمهورية الريف ؛ احتفاظ إسبانيا بالسيطرة على المغرب الإسباني |
| 1877         | حرب الاستقلال الرومانية | رومانيا                                                                                    | الدولة العثمانية                                      | استقلال رومانيا عن الدولة العثمانية |
| 1808–1814    | حرب الاستقلال الإسبانية | إسبانيا                                                                                    | فرنسا                                                 | استقلال اسبانيا عن فرنسا |
| 1296–1357    | حروب الاستقلال الاسكتلندية | مملكة اسكتلندا                                                                             | مملكة إنجلترا                                         | احتفاظ اسكتلندا بوضعها كدولة مستقلة |
| 1815–1817    | الانتفاضة الصربية الثانية | صربيا                                                                                      | الدولة العثمانية                                      | شبه استقلال صربيا داخل الإمبراطورية العثمانية |
| 1521–1523    | حرب التحرير السويدية | السويد                                                                                     | اتحاد كالمار                                          | استقلال السويد عن اتحاد كالمار |
| 1991         | حرب الاستقلال السلوفينية | سلوفينيا                                                                                   | يوغوسلافيا                                            | استقلال سلوفينيا عن يوغوسلافيا |
| 1868–1878    | حرب السنوات العشر | كوبا                                                                                       | إسبانيا                                               | هزيمة المتمردين. احتفاظ إسبانيا بالسيطرة على كوبا |
| 1835–1836    | ثورة تكساس | Texas                                                                                      | المكسيك                                               | استقلال تكساس عن المكسيك |
| 1919–1923    | حرب الاستقلال التركية | تركيا                                                                                      | الدولة العثمانية قوات الحلفاء (الحرب العالمية الأولى) | إنشاء جمهورية تركيا |
| 1917–1921    | حرب الاستقلال الأوكرانية | أوكرانيا                                                                                   | الاتحاد السوفيتي بولندا                               | استقلال أوكرانيا عن روسيا؛ تقسيم أوكرانيا من قبل الاتحاد السوفيتي وبولندا |
| 1185–1188    | انتفاضة آسين وبيتر | بلغاريا                                                                                    | الإمبراطورية البيزنطية                                | استقلال بلغاريا عن الإمبراطورية البيزنطية ؛ إنشاء الإمبراطورية البلغارية الثانية |
| 1863–1865    | حرب الاستعادة الدومينيكية | جمهورية الدومينيكان                                                                        | إسبانيا                                               | استقلال جمهورية الدومينيكان بعد 4 سنوات من الاحتلال من قبل الإمبراطورية الإسبانية ؛ طرد أسبانيا من هيسبانيولا |
| 1975-1991    | حرب الصحراء الغربية | الصحراء الغربية                                                                            | المغرب                                                | تقسيم الصحراء الغربية بين المغرب والجمهورية الصحراوية |
| 1988-1994    | حرب قرة باغ الأولى | جمهورية أرتساخ                                                                             | أذربيجان                                              | الاستقلال الفعلي لجمهورية أرتساخ عن أذربيجان |
| 1990-1992    | حرب ترانسنيستريا | ترانسنيستريا                                                                               | مولدوفا                                               | استقلال ترانسنيستريا عن مولدوفا |
| 1991-1992    | حرب جنوب أوسيتيا 1991-1992 | أوسيتيا الجنوبية                                                                           | جورجيا                                                | استقلال أوسيتيا الجنوبية عن جورجيا |
| 1992-1993    | الحرب في أبخازيا (1992–1993) | أبخازيا                                                                                    | جورجيا                                                | الاستقلال الفعلي لأبخازيا عن جورجيا |
| 1846         | Bear Flag Revolt | جمهورية كاليفورنيا                                                                         | المكسيك                                               | إعلان جمهورية كاليفورنيا استقلالها عن جمهورية المكسيك المركزية. تم ضم الجمهورية بسرعة من قبل الولايات المتحدة |
| 2014-مستمرة  | الحرب في دونباس | جمهورية دونيتسك الشعبية جمهورية لوغانسك الشعبية                                            | أوكرانيا                                              | الاستقلال الفعلي لدول جمهورية دونيتسك الشعبية وجمهورية لوغانسك الشعبية عن أوكرانيا |
| 2017-ongoing | الحرب الأهلية الكاميرونية | أمبازونيا                                                                                  | الكاميرون                                             | استقلال أمبازونيا عن الكاميرون |
| 1947         | حركة الاستقلال الهندية | الهند                                                                                      | المملكة المتحدة                                       | استقلال الهند عن المملكة المتحدة |
| 1955-1972    | الحرب الأهلية السودانية الأولى | جنوب السودان                                                                               | السودان                                               | صراع بين السودان وجنوب السودان |